# Princeton (Illinois)
Princeton város az USA Illinois államában Bureau megyében, melynek megyeszékhelye is. Lakosainak száma 7832 fő (2020. április 1.).

## Közlekedés

### Vasút
A települést napi egy pár California Zephyr néven futó Amtrak távolsági vonatjárat érinti.

## Népesség
| Lakosok száma | 2473 | 7660 | 7832 |
|               | 1860 | 2010 | 2020 |